# Dino Turcato
Dino Turcato (Santa Maria di Sala, 27 luglio 1946) è un ex sollevatore italiano.

## Carriera
Nato a Santa Maria di Sala, in provincia di Venezia, nel 1946, ha fatto parte del Gruppo Sportivo Fiamme Oro. A 25 anni, nel 1971, vince la medaglia di bronzo agli Europei di Sofia, in Bulgaria, nei pesi massimi-leggeri, sollevando un totale di 465 kg nelle tre prove, arrivando dietro al sovietico Gennadij Ivančenko e all'ungherese György Horváth. L'anno successivo partecipa ai giochi olimpici di Monaco di Baviera 1972, validi anche come Mondiali, sempre nei pesi medio-massimi, terminando al 9º posto, con un totale di 455 kg sollevati, 160 nella distensione lenta, 125 nello strappo e 170 nello slancio.

## Palmarès
- Europei

Sofia 1971: bronzo nei pesi massimi-leggeri